# Shining Power
「Shining Power」（日语：シャイニング パワー）是日本的女子偶像組合Berryz工房的第24張单曲。2010年11月10日由PICCOLO TOWN发售。

## 概要
- 「Shining Power」是動畫「閃電十一人」的片尾曲。此單曲是Berryz工房繼「青春巴士導遊」、「流星男孩」、「吶喊男孩 WAO!」、「認真Bomber!!」後五度為「閃電十一人」演唱片尾曲。
- 此單曲首次以熊井友理奈為中心。
- 此單曲有5個版本，分別有「初回生産限定盤A - C」、「CD ONLY」和「閃電十一人盤」。「初回生産限定盤A」和「初回生産限定盤B」收錄了「Shining Power」的PV。
- 在11月22日於公信榜单曲週排行榜取得第7位。

## 收錄内容

### CD（初回生産限定盤A - C 、 CD ONLY 、 閃電十一人盤）
CD
1. Shining Power
（作詞・作曲：淳君 編曲：鈴木俊介）
2. 我有點寂寞（ちょっとさみしいな）
（作詞・作曲：淳君  編曲：藤澤慶昌）
3. Shining Power(Instrumental)

### DVD（初回生産限定盤A）
1. Shining Power（Dance Shot Ver.）

### DVD（初回生産限定盤B）
1. Shining Power（Close-up Ver.）